# سیکس مایل (کارولینای جنوبی)
سیکس مایل(به انگلیسی: Six Mile) شهری در ایالت کارولینای جنوبی کشور ایالات متحده آمریکا است که جمعیت آن در سرشماری سال ۲۰۱۰ میلادی، ۶۷۵ نفر بوده‌است.